# Reverse Power Feeding
Reverse power feeding (RPF) è una tecnologia in corso di standardizzazione presso lo ETSI e il Broadband Forum TR-301.

Prevede l'invio di potenza elettrica dai dispositvi installati presso l'utente finale verso il distribution point (DP), permettendo così di alimentare la distribution point unit (DPU) remotamente. La DPU normalmente include un DSL access multiplexer (DSLAM) che può supportare fino a 24 utenti e un optical network terminator (ONT) che collega la DPU al central office (CO) dove è alloggiato il terminatore di linea ottica (optical line terminator, OLT). Questa topologia è anche conosciuta come fiber to the distribution point (FTTdp).
RPF è una tecnologia di importanza critica nell'aggiornamento delle reti basate su VDSL2 verso il nuovo standard G.fast che ha una portata massima (per alte velocità di trasmissione) di 250 metri.

Considerando che solo una piccola parte degli utenti si trova nel raggio di 250m da un DPU, il numero totale di DPU richiesti per realizzare l'infrastruttura G.fast è molto superiore rispetto alla tecnologia VDSL2 e, ancora di più, rispetto a tecnologie xDSL più vecchie.

RPF rideuce i costi di installazione eliminando la necessità di collegare la DPU alla rete elettrica, insieme alla necessità di controllare i consumi con uno smart meter.
Diversamente dalla tecnologia PoE — che stabilisce perdite di potenza su un cavo ben definite — RPF permette implementazioni che consentono di ricavare quanta più potenza possibile dalla linea. Questa importante differenza deriva dal fatto che PoE è stata definita basandosi sulla LAN (dove il produttore del PD deve potersi interfacciare con qualsiasi PSE), mentre RPF è stata concepita per reti che sono chiuse per definizione perché realizzate da una azienda fornitrice di servizi di telecomunicazioni.